# American Express

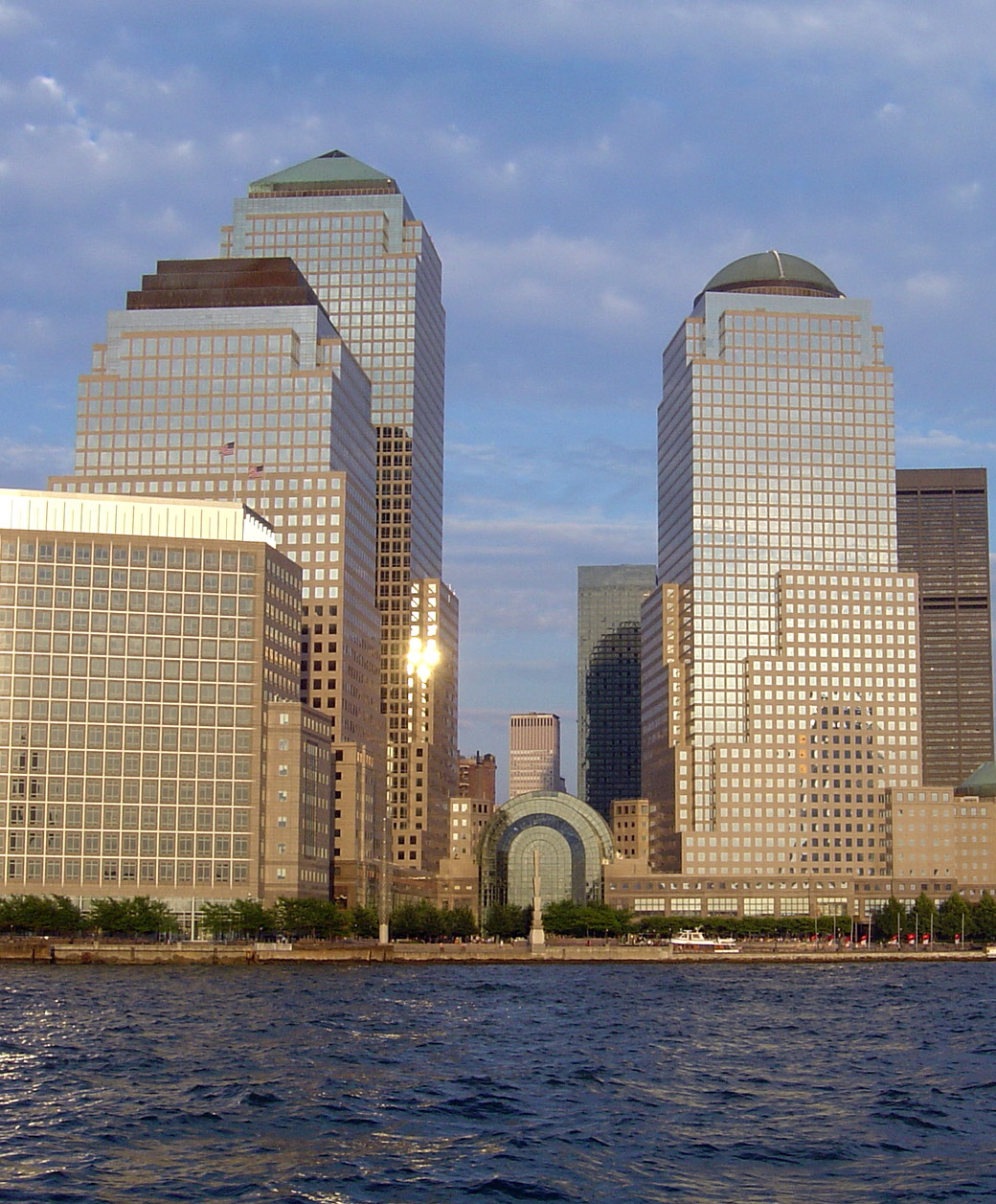
Oficinas centrales de American Express.

American Express Company, comúnmente conocida como AMEX o AmEx, es una institución financiera con sede en Nueva York, en el estado homónimo. Cuenta con más de 1700 oficinas en más de 130 países en todo el mundo. La revista Fortune la coloca en el número 95 en el ranking mundial de las compañías más grandes del mundo. Entre sus servicios se encuentran las tarjetas de crédito, los cheques de viaje, los seguros, y también los servicios de cuentas de depósito y de banca en línea, estos dos últimos supervisados por el American Express Bank.

## Historia
AmEx inició sus operaciones en Buffalo, Nueva York, el 18 de marzo de 1850 como un servicio de ferrocarriles que transportaba cargas y valores por todo el territorio de los Estados Unidos. Debido a la creciente demanda de estos servicios, de una forma rápida y segura, AmEx empezó a concentrarse en servicios financieros que daban mucha más seguridad en los viajes de negocios de aquellos tiempos. Debido al éxito, AmEx comenzó a dar servicio de giros y cheques de viaje. Marcellus Berry, empleado de American Express, creó el giro o "Money Order" en 1882, precursor del Cheque de Viaje que era una necesidad absoluta tanto para los viajeros nacionales como internacionales.
Terminada la expansión internacional Carla-Marie y la gran demanda hacia la industria de viajes, AmEx lanzó su tarjeta de compra conocida como "La tarjeta American Express", emitiendo más de un millón en Estados Unidos y Canadá. En 1970, esta tarjeta ya era aceptada en más de 121.000 establecimientos y ya aceptaba 11 tipos de divisas.
En abril de 1986, AmEx se mudó a lo que hoy son sus oficinas principales: la American Express Tower o el 200 Vesey Street en Nueva York.
Las ganancias de la empresa en el primer trimestre de 2009 fueron de 437 millones de dólares, que representa una caída del 56% en el mismo lapso del 2008, debido a que los clientes gastaron 16% durante ese tiempo.

## Servicios financieros
American Express es una empresa diversificada que ofrece productos financieros, tarjetas de servicio y crédito, cheques de viajero, servicios de banco y Agencia de Viajes. 

### En Latinoamérica y el Caribe
En Argentina es emitida entre otros bancos por el Banco Galicia.
En Venezuela estaba respaldada por el Banco Occidental de Descuento (BOD), el cual tenía la exclusividad de operar la red de puntos de venta a nivel nacional hasta junio del 2021, cuando el BOD fue absorbido por el Banco Nacional de Crédito (BNC). Actualmente Banesco ofrece el servicio de tarjetas de crédito (Azul, Verde, Dorada, Platinum y Prestige), mientras que el Banco de Venezuela tuvo por poco tiempo el servicio de tarjetas de crédito hasta que el programa fue retirado de su cartera de productos. El único banco autorizado para su emisión hasta 1996 era el Banco Consolidado, cuando pasó a denominarse Corp Banca tras su compra por el grupo chileno Corp Banca; el cual en el año 2013 termina fusionándose con el BOD. Italviajes, filial de la Organización Italcambio, ofrece el servicio de agencia de viajes. 
En Perú, American Express está presente a través de dos bancos: El Banco Interbank y el Banco de Crédito del Perú. Este último banco acaba de vender su participación del 50% de la accionaria que maneja las tarjetas AMEX en Perú, Expressnet, a INTERBANK lo que lo convierte en el único banco encargado del servicio de afiliación de establecimientos comerciales. 
En Colombia, los bancos Bancolombia y Colpatria emiten tarjetas American Express para segmentos personales y corporativos.
En Ecuador, es emitida por el Banco Guayaquil desde 2001 (antes era manejada por el Filanbanco).
En El Salvador, Honduras y Nicaragua es emitida por BAC Credomatic desde 1997.
En República Dominicana los servicios de tarjetas de crédito y cheques viajeros eran ofrecidos por el Banco Del Progreso, luego de la compra de este por parte del Scotiabank adquiere los derechos de emisión, este también se encarga del proceso de afiliación de establecimientos a la marca para que los mismos puedan aceptar la tarjeta para los pagos de sus usuarios.
Sin embargo, en la mayor parte de los países del mundo donde la solvencia y características económicas otorgan un mayor potencial de mercado, American Express ofrece de forma unilateral sus productos financieros especializados para cada mercado. Tales casos en Iberoamérica son México, Argentina, Brasil y Chile donde se ofrecen tarjetas exclusivas para esos países en alianzas con empresas locales, especialmente aerolíneas. De igual forma, en otros mercados, se han establecido alianzas con entidades financieras para que American Express sea el "emisor" de los plásticos de otros bancos, tales como CitiBank. Cabe mencionar que por "emisor" se refiere a la entidad que se encarga de procesar y enlazar el punto de venta y el banco emisor; misma función que realizan las empresas Visa y Mastercard, entre otras.

### ProgramaMembership Rewards
American Express Cuenta con un programa de lealtad disponible para la mayoría de las tarjetas emitidas a nivel mundial conocido como Membership Rewards. 
Este programa permite obtener recompensas especiales acumulando 1 punto por cada dólar estadounidense o su equivalente en la moneda local, que liquide con las tarjetas American Express participantes. El costo aproximado del programa por cliente es de $40.00 USD más impuestos, sin embargo, productos del nivel Oro, Platinum y Centurion llegan a incluir el costo del programa en sus cuotas anuales preestablecidas.
Los puntos acumulados son intercambiados por recompensas como: Noches sin costo en hoteles, millas para programas de viajeros frecuentes, alquiler de vehículos, cenas en restaurantes, espectáculos y entretenimiento, descuentos en tiendas, artículos de línea blanca, recompensas por catálogo y suscripción a revistas, entre otros.

### Servicios de viaje
American Express ofrece a nivel mundial y por medio de sus más de 1300 agencias de viajes especializadas en todo el mundo, brinda los servicios de asesoría, planificación de itinerarios, compra de billetes de avión, reservas de hotel y alquiler de automóviles, apoyo en diseño de viajes personalizados y amplia oferta de cruceros, tours y paquetes turísticos, así como viajes y promociones diversas.
De igual forma, a cuentas de nivel Platinum y Centurion, ofrece por medio de este sistema el servicio de Concierge especializado que brinda todo lo que el cliente necesita según sus necesidades de viajes, ya sea placer o negocios.
Para sus clientes corporativos, American Express ofrece el segmento de American Express Global Business Travel que es un sistema de Agencia de Viajes y Eventos especializado en las necesidades de empresas y ejecutivos de negocios a nivel global.

### Cheques de viajes
American Express ofrece a sus clientes los American Express Travelers Cheques, los cuales representan la alternativa para llevar dinero en efectivo. Estos pueden adquirirse en cualquier oficina de Servicios de Viaje American Express y en ciertos países, en Instituciones Financieras afiliadas, y son considerados como divisas, por lo que el precio frente a la moneda local de su país puede variar en cualquier momento. 
Por su estabilidad macroeconómica, así como su reputación a nivel mundial y el nivel de comercio que se realiza con estas divisas, los cheques de viajes American Express se emiten en 5 distintas divisas a nivel mundial: dólar estadounidense, euro, dólar canadiense, dólar australiano y yen japonés.